# Найн Инч Нейлс
„Найн Инч Нейлс“ (на английски: Nine Inch Nails) (също NIN или NIИ) е индъстриъл метъл група, създадена от Трент Резнър в Кливланд, щата Охайо, Съединените американски щати през 1988 г.
Трент Резнър е основен продуцент, певец, музикант, автор на текстовете и в общи линии единствен официален член на групата. За концертните изпълнения на групата помагат избрани от Трент Резнър музиканти.

## Дискография
Албуми
- Pretty Hate Machine (1989)
- Broken (1992)
- Fixed (1992)
- The Downward Spiral (1994)
- Further Down The Spiral (1995)
- Closure (1997)
- The Fragile (1999)
- Things Falling Apart (2000)
- And All That Could Have Been (2002)
- With Teeth (2005)
- Year Zero (2007)
- Year Zero Remixed (2007)
- Beside You in Time (концертен, 2007)
- Ghosts I-IV (2008)
- The Slip (2008)
- Hesitation Marks (2013)
- Not the Actual Events (2016)
- Add Violence (2017)
- Bad Witch (2018)
- Ghosts V: Together (2020)
- Ghosts VI: Locusts (2020)

Сингли
- Down in it (1989)
- Head Like A Hole (1990)
- Sin (1990)
- Happiness in Slavery (1992)
- Wish (1993)
- March Of The Pigs (1994)
- Closer to God (1994)
- Hurt (1995)
- The Perfect Drug (1997)
- The Day The World Went Away (1999)
- We're In This Together (1999)
- Into the Void (2000)
- Starfuckers, Inc. (2000)
- Deep (2001)
- The Hand That Feeds (2005)
- Only (2005)
- Every Day Is Exactly The Same (2006)
- Survivalism (2007)
- Capital G (2007)
- Came Back Haunted (2013)